# Major i menor (elements)
En matemàtiques, i particularment en teoria de l'ordre, l'element major  d'un subconjunt  S  d'un conjunt parcialment ordenat és un element de  S  que és major o igual que qualsevol altre element de  S . L'element menor de  S  es defineix dualment i correspon a un element de  S  que és menor o igual que qualsevol altre element de  S .
Formalment, donat un Poset ( P , ≤) i un subconjunt  S  ⊆  P , llavors:
- a  ∈  S  és un  element major  de  S  si per a tot  x  ∈  S ,  x  ≤  a .
- a  ∈  S  és un  element menor  de  S  si per a tot  x  ∈  S ,  a  ≤  x .

Si tant l'element major com el menor existeixen, llavors aquests són únics.
Tot element més és un element maximal, i tot element menor és un element minimal.